# Lenzburg (Illinois)
Lenzburg es una villa ubicada en el condado de St. Clair en el estado estadounidense de Illinois. En el Censo de 2010 tenía una población de 521 habitantes y una densidad poblacional de 155,46 personas por km².

## Geografía
Lenzburg se encuentra ubicada en las coordenadas 38°17′8″N 89°49′7″O / 38.28556, -89.81861. Según la Oficina del Censo de los Estados Unidos, Lenzburg tiene una superficie total de 3.35 km², de la cual 3.08 km² corresponden a tierra firme y (8.19%) 0.27 km² es agua.

## Demografía
Según el censo de 2010, había 521 personas residiendo en Lenzburg. La densidad de población era de 155,46 hab./km². De los 521 habitantes, Lenzburg estaba compuesto por el 97.7% blancos, el 0.58% eran afroamericanos, el 0.38% eran amerindios, el 0% eran asiáticos, el 0.19% eran isleños del Pacífico, el 0% eran de otras razas y el 1.15% pertenecían a dos o más razas. Del total de la población el 1.15% eran hispanos o latinos de cualquier raza.